# Salve, oh Patria
Salve, oh Patria è l'inno nazionale dell'Ecuador.
Fu scritto dal poeta Juan León Mera (1832-1894) e musicato dal compositore ecuadoriano, ma nato in Corsica, Francia, Antonio Neumane (1818-1871).
Il testo attuale risale in gran parte al 1866 ed è stato più volte modificato, l'ultima nel 1977. Consiste di 52 versi decasillabi, raggruppati in un ritornello e sei strofe.

## Storia
Nel 1830-1832, José Joaquín de Olmedo scrisse un inno nazionale (coro e quattro versi) come omaggio al neonato Stato ecuadoriano. non venne creata la musica di questa composizione, suggerita dal generale Juan José Flores, e l'opera non divenne popolare. Nel 1833, un inno intitolato Canción Ecuatoriana, di sei versi, fu pubblicato sulla Gaceta del Gobierno del Ecuador nº 125 del 28 dicembre, ma non fu considerato un inno definitivo perché proveniente da un autore anonimo. Nel 1838, un "Canto Nazionale", di un coro e sei versi, apparve nelle Poesias del General Flores, che gli storici considerano il secondo Canto nazionale noto.
Nel 1865, il musicista argentino Juan José Allende, in collaborazione con l'esercito ecuadoriano, presentò al Congresso Nazionale un progetto musicale con testi di José Joaquín de Olmedo, ma questa versione non fu ben accolta. Nel mese di novembre di quell'anno, su espressa richiesta del presidente del Senato, Nicolás Espinosa, il poeta di Ambato Juan León Mera Martínez, allora segretario del Senato, scrisse un testo dell'inno nazionale. Con l'approvazione del Congresso il testo fu inviato a Guayaquil, dove Antonio Neumane gli avrebbe aggiunto la musica. Questa versione sarebbe poi in seguito divenuta l'inno nazionale definitivo.
Il 16 gennaio 1866, la versione definitiva del testo di Juan León Mera fu pubblicata nel settimanale di Quito "El Sud Americano". Nel 1870, l'inno nazionale fu proposto per la prima volta in Plaza de la Independencia di fronte al Palazzo del Governo, eseguito dal 2º Battaglione e dalla "Compañía Lírica de Pablo Ferretti", diretta da Antonio Neumane.
Nel 1913, lo scrittore e diplomatico di Guayaquil Víctor Manuel Rendón presentò un nuovo inno con testi adattati alla musica di Antonio Neumane, ma la legislatura respinse la proposta di cambiamento.
Il 29 settembre del 1948 il Congresso Nazionale dichiara il testo di Juan León Mera intangibile, e a partire dal 1965, centenario della creazione dell'inno, dichiara il giorno 26 novembre di ogni anno Giorno dell'inno nazionale. Nel marzo 1977, con un decreto del Consiglio Supremo di Governo, vengono soppresse alcune ripetizioni con lo scopo di rendere il testo meno lungo.

## Testo
Ritornello:
¡gloria a tí!¡gloria a tí! Ya tu pecho,tu pecho rebosa

gozo y paz ya tu pecho rebosa, y tu frente,tu frente radiosa

mas que el sol contemplamos lucir.»
gloria a te! Già il tuo petto deborda

allegria e pace, e la tua fronte radiosa

più del sole contempliamo brillar.»
Strofe:
que te impuso la iberica audacia,

de la injusta y horrenda desgracia

que pesaba fatal sobre tí,

santa voz a los cielos alzaron,

voz de noble y sin par juramento

de vengarte del monstruo sangriento,

de romper ese yugo servil.»
che t'impose l'iberica audacia

dell'ingiusta ed orrenda disgrazia

che pesava fatale su te,

voce santa ai cieli alzarono,

voce di giuramento nobile e senza pari

di vendicarti del mostro sanguinario,

di rompere quel giogo servile.»
(I strofa)
que, soberbio; el Pichincha decora

te aclamaron por siempre señora

y vertieron su sangre por tí.

Dios miró y aceptó el holocausto,

y esa sangre fue germen fecundo

de otros héroes que atónito; el mundo

vió en tu torno a millares surgir.»
che, superbo, il Pichincha decora
 
ti acclamaron per sempre signora

e versaron il loro sangue per te.

Dio guardò e accettò l'olocausto,

e quel sangue fu germoglio fecondo

di altri eroi che, attonito, il mondo

vide attorno a te sorgere a migliaia.»
(II strofa)
nada tuvo invencible la tierra,

y del valle a la altísima sierra

se escuchaba el fragor de la lid;

tras la lid la victoria volaba,

libertad tras el triunfo venía,

y al leon destrozado se oía

de impotencia y despecho rugir.»
niente di invincibile c’era sulla terra

e dalle valli alle altissime montagne

si ascoltava il fragore della lotta

dietro la lotta la vittoria volava,

libertà dopo il trionfo veniva,

e il leone distrutto si udiva

di impotenza e disperazione ruggire.»
(III strofa)
y hoy, oh Patria, tu libre existencia

es la noble y magnífica herencia

que nos dió, el heroismo felíz;

de las manos paternas la hubimos;

nadie intente arrancárnosla ahora,

ni nuestra ira excitar vengadora

quiera, necio o audaz, contra sí.»
e oggi, oh Patria, la tua libera esistenza

è la nobile e magnifica eredità

che ci diede l'eroismo felice;

dalle mani paterne la ottenemmo;

nessuno provi a strapparcela via ora,

né la nostra ira suscitare vendicatrice

voglia, stolto o audace, contro di sé.»
(IV strofa)
de tus héroes gloriosos nos miran

y el valor y el orgullo que inspiran

son augurios de triunfos por tí.

Venga el hierro y el plomo fulmíneo,

que a la idea de guerra, y venganza

se despierta la heroica pujanza

que hizo al fiero español sucumbir.»
dei tuoi eroi gloriosi ci guardano

e il valor e l'orgoglio che ispirano

son auguri di trionfo per te.

Venga il ferro ed il piombo fulmineo,

che all'idea della guerra, e vendetta

si sveglia l'eroico vigore

che fece soccombere il fiero spagnolo.»
(V strofa)
la injusticia de bárbara suerte,

¡gran Pichincha! prevén tú la muerte

de la Patria y sus hijos al fin:

hunde al punto en tus hondas extrañas

cuanto existe en tu tierra: el tirano

huelle sólo cenizas y en vano

busque rastro de sér junto a tí.»
l’ ingiustizia di un barbaro destino,

gran Pichincha! previeni tu la morte

della Patria e dei suoi figli al fin.

sprofonda all'istante nelle tue profonde viscere

tutto quanto esiste nella tua terra: il tiranno

senta solo la cenere e invano

cerchi un modo di starti accanto.»
(VI strofa)